# أكيتش
جزيرة أكيتش (بالإسبانية: Isla de Aquech) جزيرة إسبانية تقع في بحر كانتابريا، هي تابعة لمقاطعة بيسكاي الواقعة في منطقة إقليم الباسك شمال إسبانيا.
تبلغ مساحة جزيرة أكيتش 0,03 كم².